# Hoffman (Minnesota)
Hoffman es una ciudad ubicada en el condado de Grant en el estado estadounidense de Minnesota. En el Censo de 2010 tenía una población de 681 habitantes y una densidad poblacional de 126,84 personas por km².

## Geografía
Hoffman se encuentra ubicada en las coordenadas 45°50′3″N 95°47′15″O / 45.83417, -95.78750. Según la Oficina del Censo de los Estados Unidos, Hoffman tiene una superficie total de 5.37 km², de la cual 5.37 km² corresponden a tierra firme y (0%) 0 km² es agua.

## Demografía
Según el censo de 2010, había 681 personas residiendo en Hoffman. La densidad de población era de 126,84 hab./km². De los 681 habitantes, Hoffman estaba compuesto por el 95.74% blancos, el 0.15% eran afroamericanos, el 0.44% eran amerindios, el 0.59% eran asiáticos, el 0.15% eran isleños del Pacífico, el 1.62% eran de otras razas y el 1.32% pertenecían a dos o más razas. Del total de la población el 3.08% eran hispanos o latinos de cualquier raza.